# Le Lac-St-Jean
Pour les articles homonymes, voir Lac-Saint-Jean.
Le Lac-St-Jean est un hebdomadaire québécois diffusé dans la MRC de Lac-Saint-Jean-Est au Québec. Ses bureaux sont situés en plein centre-ville d'Alma sur l'avenue Saint-Joseph. Son tirage se chiffre à plus de 22 000 exemplaires.

## Histoire
Le journal est fondé le 9 mai 1941 par un groupe de gens d'affaires d'Alma. Il demeure en propriété locale jusqu'en 1989 alors que le groupe Unimédia procède à son acquisition et adopte la distribution gratuite du journal. Médias Transcontinental en fait l'acquisition en 2001. En août 2017, Médias Transcontinental vend toutes ses publications du Lac-Saint-Jean (Journal le Lac-St-Jean d'Alma, Journal l'Étoile du Lac de Roberval et Journal le Nouvelles Hebdo de Dolbeau-Mistassini) à l'entreprise Trium Médias.

## Journalistes
- Janick Emond
- Julien B. Gauthier
- Yohann Harvey Simard

## Source
- Site internet du Journal le Lac St-Jean
- Médias Transcontinental